# 멜로즈 플레이스

멜로즈 플레이스(Melrose Place)는 미국에서 1992년부터 1999년까지 방영한 드라마이다.

## 출연
- 조시 비셋
- 토머스 캘러브로
- 에이미 로케인
- 더그 사반트
- 그랜트 쇼
- 앤드루 슈
- 코트니 손스미스
- 버네사 에스텔 윌리엄스
- 대프니 저니가
- 헤더 로클리어
- 로라 레이턴
- 마샤 크로스
- 크리스틴 데이비스
- 잭 와그너
- 롭 에스테스
- 브룩 랭턴
- 리사 리나
- 켈리 러더포드
- 다비드 샤르베
- 린든 애슈비
- 얼리사 밀라노
- 제이미 루너